# Protestas en Venezuela de 2018
Las protestas en Venezuela de 2018 fueron una serie de protestas masivas en contra los bajos salarios de los médicos y protestas sindicales contra la hiperinflación en Venezuela, que se dieron durante todo el año, especialmente entre mayo y agosto de 2018, sin que ninguno de sus principales puntos focales se hiciera con el gobierno.

## Hechos

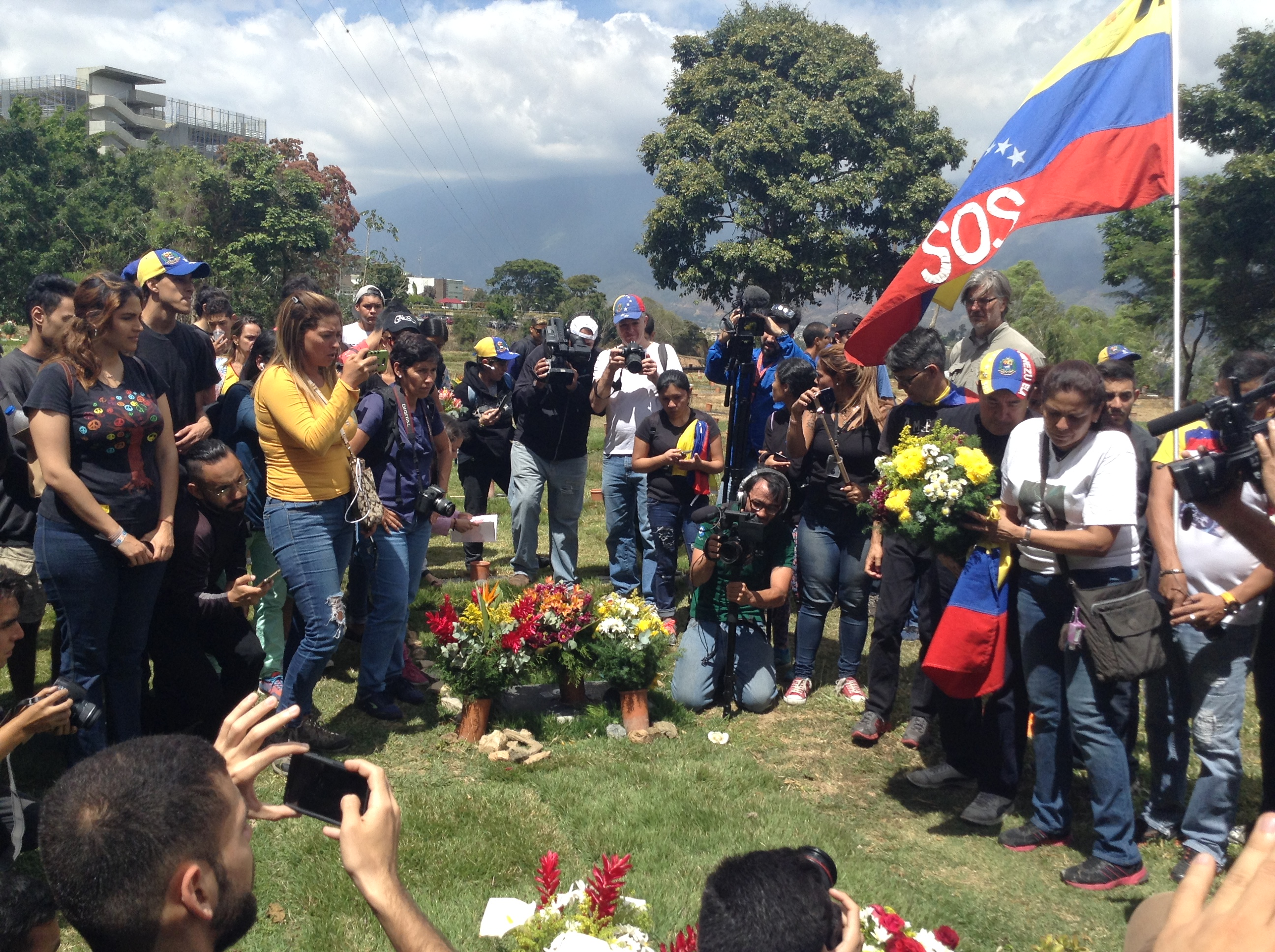
Concentración en homenaje a los fallecidos durante las protestas de 2017.

El 11 de enero de 2018 iniciaron saqueos en Calabozo que se extendieron por el resto del país. En total hubo 141 saqueos o intentos de saqueos en enero.
Grandes enfrentamientos ocurrieron durante las protestas, pero el movimiento no violento continuó, pidiendo mejores aumentos salariales. El presidente Nicolás Maduro condenó las acciones de protesta.
Los manifestantes formaron cacerolazo, cadenas humanas, barricadas, cortes de ruta y piquetes a nivel nacional. Después de las protestas, las grandes manifestaciones se redujeron y disminuyeron después de la violencia policial en julio, en la que decenas resultaron heridas y cientos fueron arrestadas.

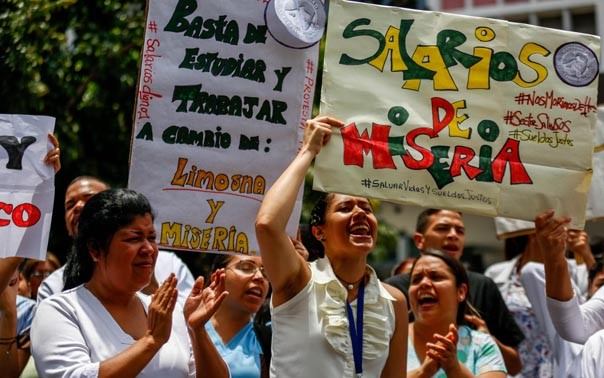
Huelga de trabajadores en julio de 2018.

Después de las controversiales elecciones presidenciales en las que Nicolás Maduro salió reelegido para un segundo periodo, miles de venezolanos iniciaron una serie de protestas masivas en rechazo a lo que consideraban un fraude electoral. En agosto se convocó a una huelga general en contra de las medidas de "recuperación económica" conocidas como Viernes Rojo.
En noviembre cientos de policías antidisturbios impidieron la salida de estudiantes de la Universidad Central de Venezuela que habían preparado una protestas por la crisis política y económica. Una docena de estudiantes requirieron de los servicios médicos a causa del uso de gases lacrimógenos, mientras una estudiante y un funcionario policial resultaron lesionados.

## Balance general
En 2018 hubo un alrededor de 12.715 protestas, una cifra histórica. Al menos 14 personas murieron en las protestas, 13 durante los primeros 5 meses del año, entre ellas 4 menores de edad.